# Багговут, Карл Фёдорович (генерал от инфантерии)
Карл Фёдорович Багговут (нем. Karl Theodor von Baggehufwudt; 1810—1895) — генерал от инфантерии русской императорской армии, управляющий гатчинскими дворцами и комендант Гатчины.

## Биография
Родился 29 октября (10 ноября) 1810 года; происходил из рода шведских дворян норвежского происхождения Багговут, был сыном начальника Либавской таможни Фёдора Фёдоровича Багговута (25.07.1751 – 16.10.1810) и его третьей жены Анны Элизабет Хёпнер (1784—1853). Его старший брат (от 2-го брака) — А. Ф. Багговут. Всего у отца от трёх браков было 10 детей.
Племянник героя Отечественной войны 1812 года генерала Карла Фёдоровича Багговута и начальницы Смольного института благородных девиц Ю. Ф. Адлерберг.
Образование получил в 1-м кадетском корпусе, из которого выпущен 25 декабря 1828 года прапорщиком в лейб-гвардии Московский полк. В этом полку он последовательно получил чины подпоручика (8 марта 1832 года), поручика (2 апреля 1833 года) и штабс-капитана (26 января 1837 года), причём с 1837 года командовал в полку ротой. В 1831 году Багговут принимал участие в военных действиях против восставших поляков.
27 января 1842 года Багговут был с чином майора переведён в Николаевскую академию Генерального штаба, где занял должность штаб-офицера, заведующего обучающимися в академии. В академии Багговут пробыл до 7 декабря 1858 года, после чего был уволен в годичный отпуск, и за это время получил чины подполковника (11 апреля 1843 года) и полковника (11 апреля 1848 года).
15 ноября 1859 года Багговут вернулся на службу и был назначен советником Гатчинского дворцового правления, а 20 июня 1862 года получил должность управляющего Гатчинскими дворцами и коменданта Гатчины, 30 августа того же года произведён в генерал-майоры. Через десять лет, 16 апреля 1872 года он получил чин генерал-лейтенанта и 6 декабря 1878 года зачислен в списки лейб-гвардии Московского полка.
Ещё через десять лет Багговут оставил Гатчину, поскольку был назначен директором Николаевской Чесменской военной богадельни, размещавшейся в Чесменском дворце и членом Александровского комитета о раненых. 30 августа 1886 года произведён в генералы от инфантерии.
Скончался Багговут в Гатчине 8 марта 1895 года, похоронен на лютеранской части городского кладбища. Могила была уничтожена в начале 1980-х годов.
с 1868 по 1918 год улица Бульварная (ныне улица Карла Маркса) в Гатчине была переименована в его честь Багговутовской, а в 1875 году Карл Федорович первым в истории получил звание Почетного гражданина города Гатчины.

## Награды
- Знак отличия За военное достоинство 4-й степени (1831 год);
- Орден Святой Анны 3-й степени (1847 год);
- Орден Святой Анны 2-й степени (1850 год, императорская корона к этому ордену пожалована в 1854 году);
- Орден Святого Георгия 4-й степени (26 ноября 1853 года, за беспорочную выслугу 25 лет в офицерских чинах, № 9082 по кавалерскому списку Григоровича — Степанова);
- Орден Святого Станислава 2-й степени с императорской короной (1857 год);
- Орден Святого Владимира 3-й степени (1862 год);
- Орден Святого Станислава 1-й степени (1864 год);
- Орден Святой Анны 1-й степени (1866 год);
- Орден Святого Владимира 2-й степени (1874 год);
- Орден Белого орла (1877 год);
- Орден Святого Александра Невского (1883 год, алмазные знаки к этому ордену пожалованы в 1890 году).

Иностранные:
- Прусский Орден Короны 1-й ст. (1873);
- Австрийский Орден Железной короны 1-й ст. (1874);
- Сербский Орден Таково 1-й ст. (1881).

## Семья
Первый брак с 1843 до 1847 год — с двоюродной сестрой Хеленой Эрнестиной фон Багговут, дочерью Якоба Густава Фредрика Багговуда и Маргареты Каролины Эберхардина фон Баранофф (1816—1847). Жена скоропостижно скончалась.
В браке родилась дочь:
- Елизавета (1844—1922), венчалась в 1864 году в греческой церкви Петербурга с Афиногеном Орловым (сыном князя Алексея Федоровича Орлова), 28-летним лейтенантом лейб-гвардии Кирасирского Ея Величества полка в Гатчине, в браке родился сын Александр Афиногенович. Скончалась в Крыму.

Второй брак — с 23 апреля 1858 года с Марией Ивановной Павловой (1828—22.10.1893), дочерью помещика, тамбовского дворянина, отставного лейтенанта флота Ивана Александровича Павлова , уроженкой поместья Марфино Тамбовской губернии. Их дети:
- Владимир (1859—1910) — окончил Пажеский корпус в Петербурге в 1878 году, во время обучения был камер-пажом, выпустился прапорщиком в лейб-гвардии Преображенский полка, в 1884 году, будучи уже в отставке, начал обучение в Высшеv художественноv училище при Императорской Академии художеств и окончил его в 1887 году, был знаком с известными русскими художниками. Скончался в Саратове.
- Александр (1861 — после 1921) - губернатор Полтавы
- Иван (1862—1933), жена — Любовь Владимировна Багговут (урожденная Висковатова) (1862—1946), внучка Александра Васильевича Висковатова
- Мария (1868—30.12.1902)